# Michel Haillard
Michel Haillard, né en 1959, est un artiste ébéniste et tapissier français.

## Biographie
Après une formation en art graphique à l'École supérieure des arts modernes (ESAM), il commence son parcours comme maquettiste publicitaire puis se tourne vers le dessin humoristique et le dessin animé, d'abord dans le cadre des films d'entreprise puis pour la télévision avec la série Sharky et Georges 104x13 minutes dont il est le réalisateur, auteur graphique et coscénariste avec Patrick Régnard. 
Il devient scénariste à plein temps et entame un travail de sculpture et de création de mobilier parfois qualifié de néo tribal.

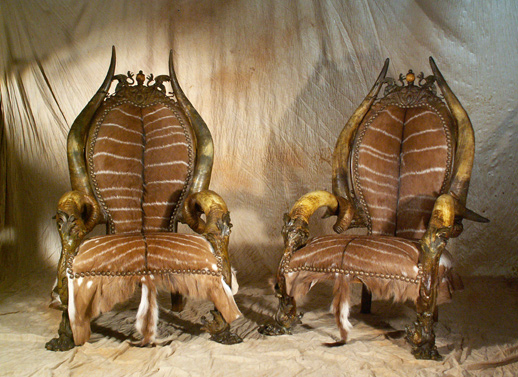
Fauteuils "Aby & Gael" (peaux de Nyala, cornes de zébu et de bélier)

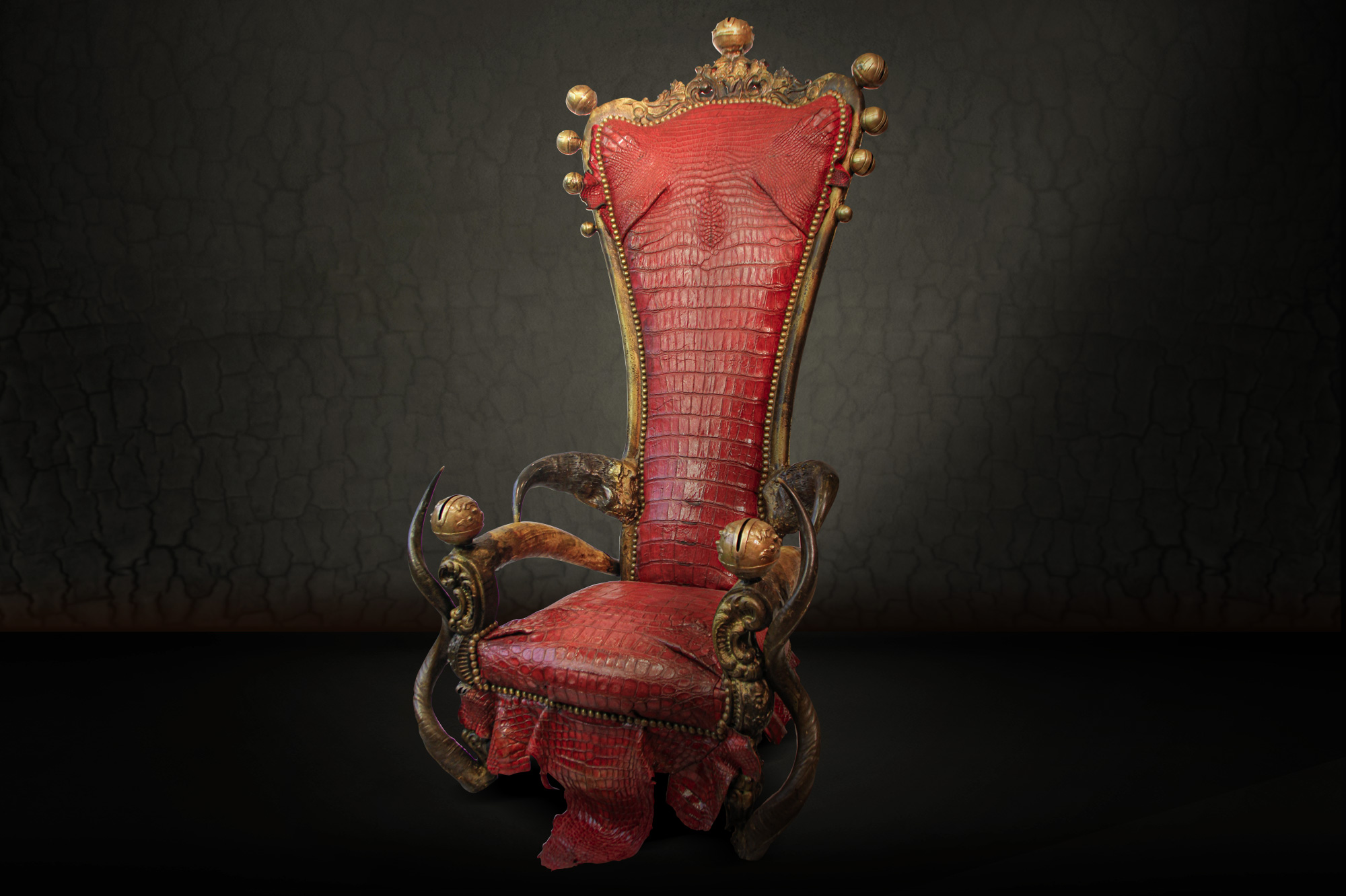
Trône Perro, Alligator, corne de buffle caffer, zébu, koudou cloche à buffle 220X100X110 cm

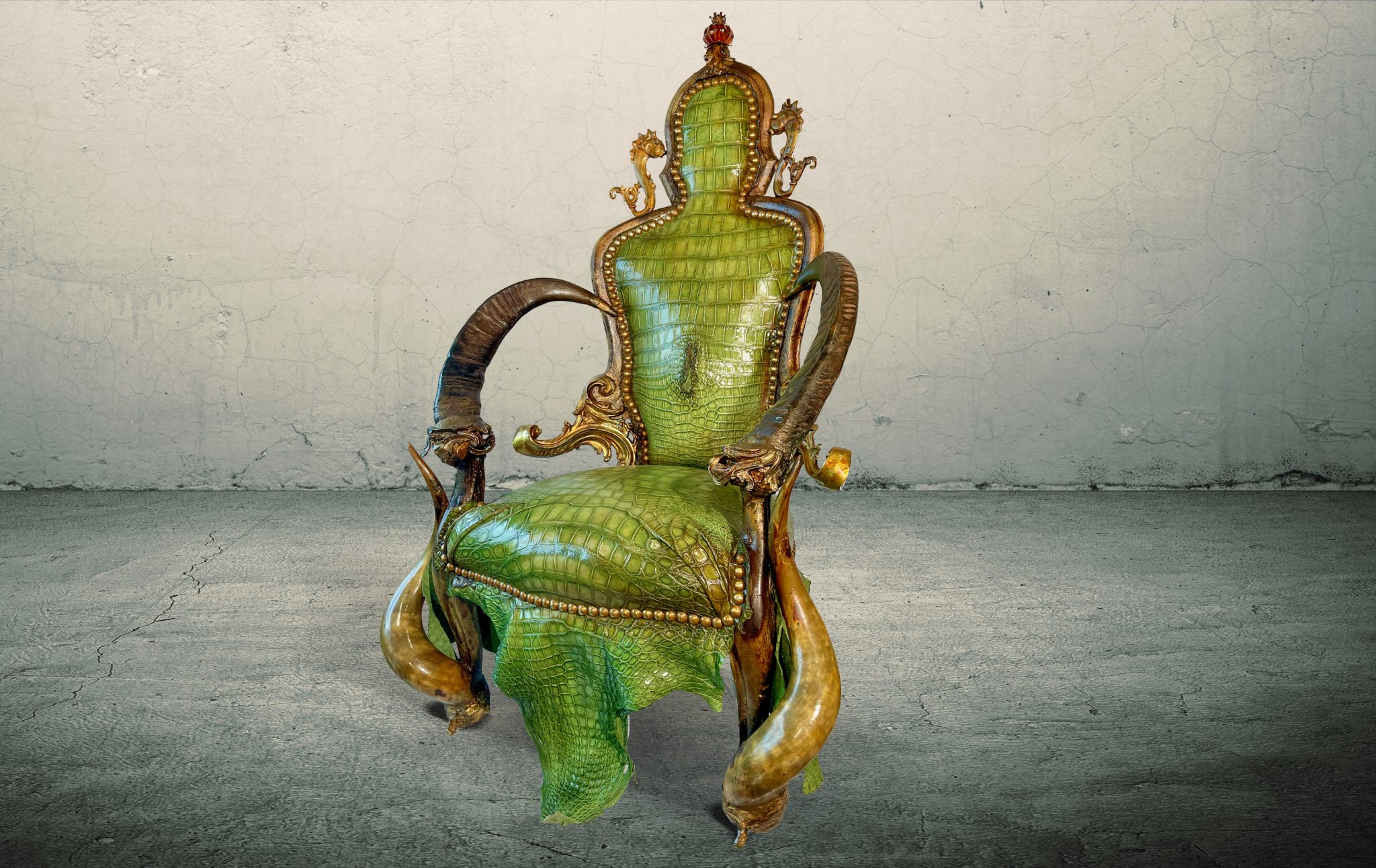
Trône Woody, Alligator, buffle des rizières, zébu, bronzes, cristal. 160x70X100 cm

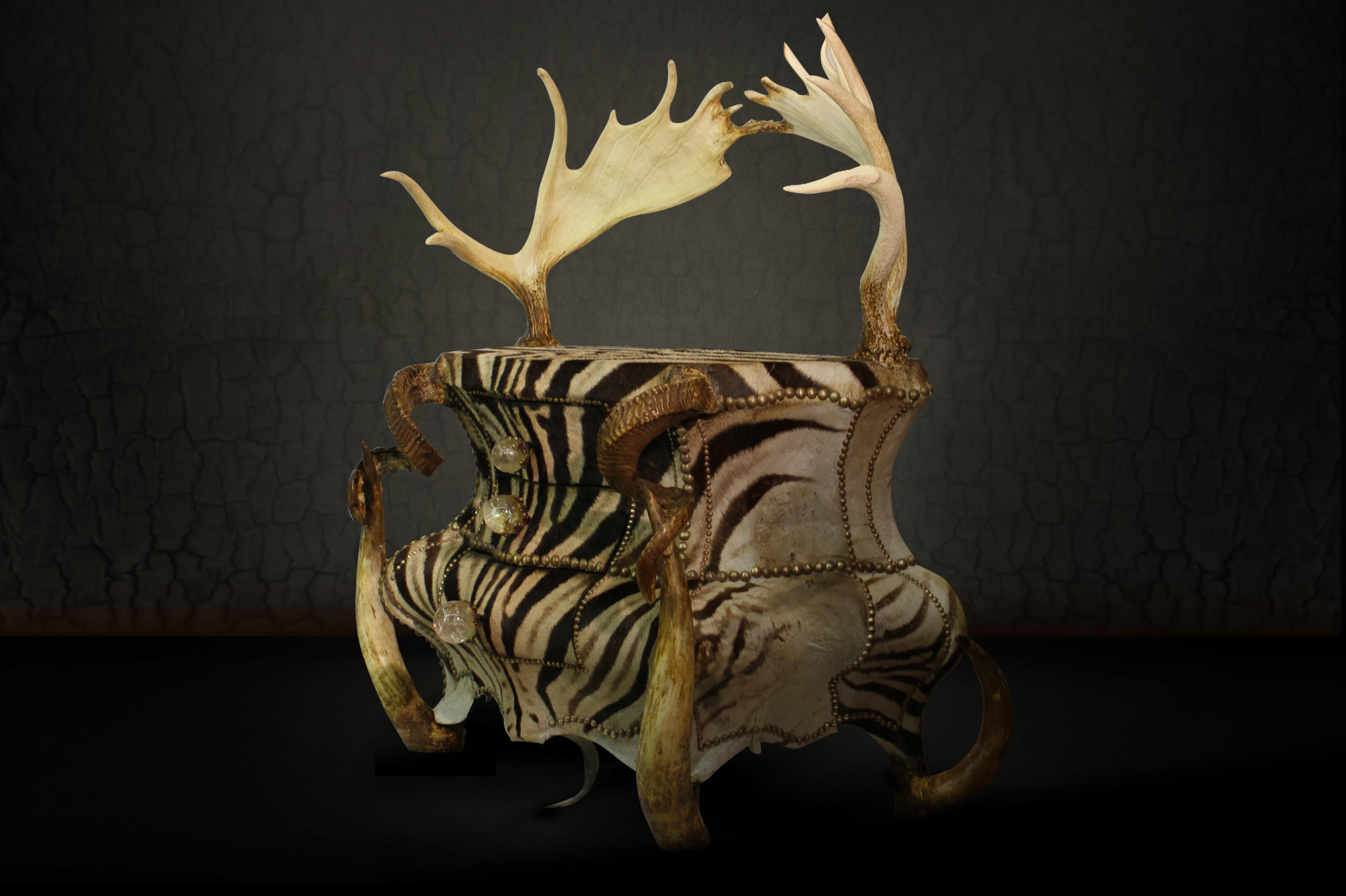
Commode Karabosse, zèbre de Burchell, cornes de zébu et de koudou, bois d'élan, améthyste. 160X120X200

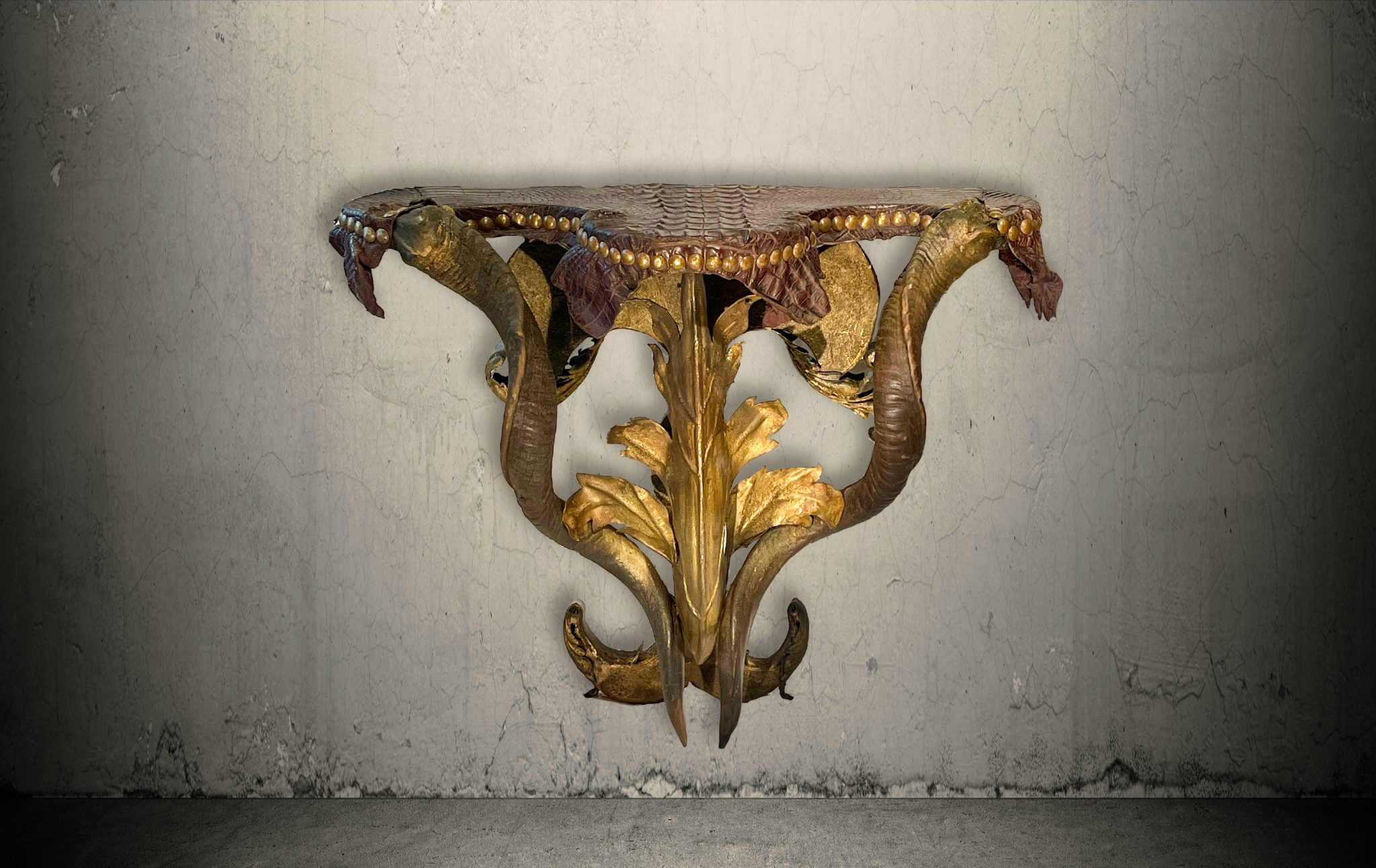
Console Ali, Crododile du Nil, cornes de Koudou, métal doré, bois 82X37X92 cm

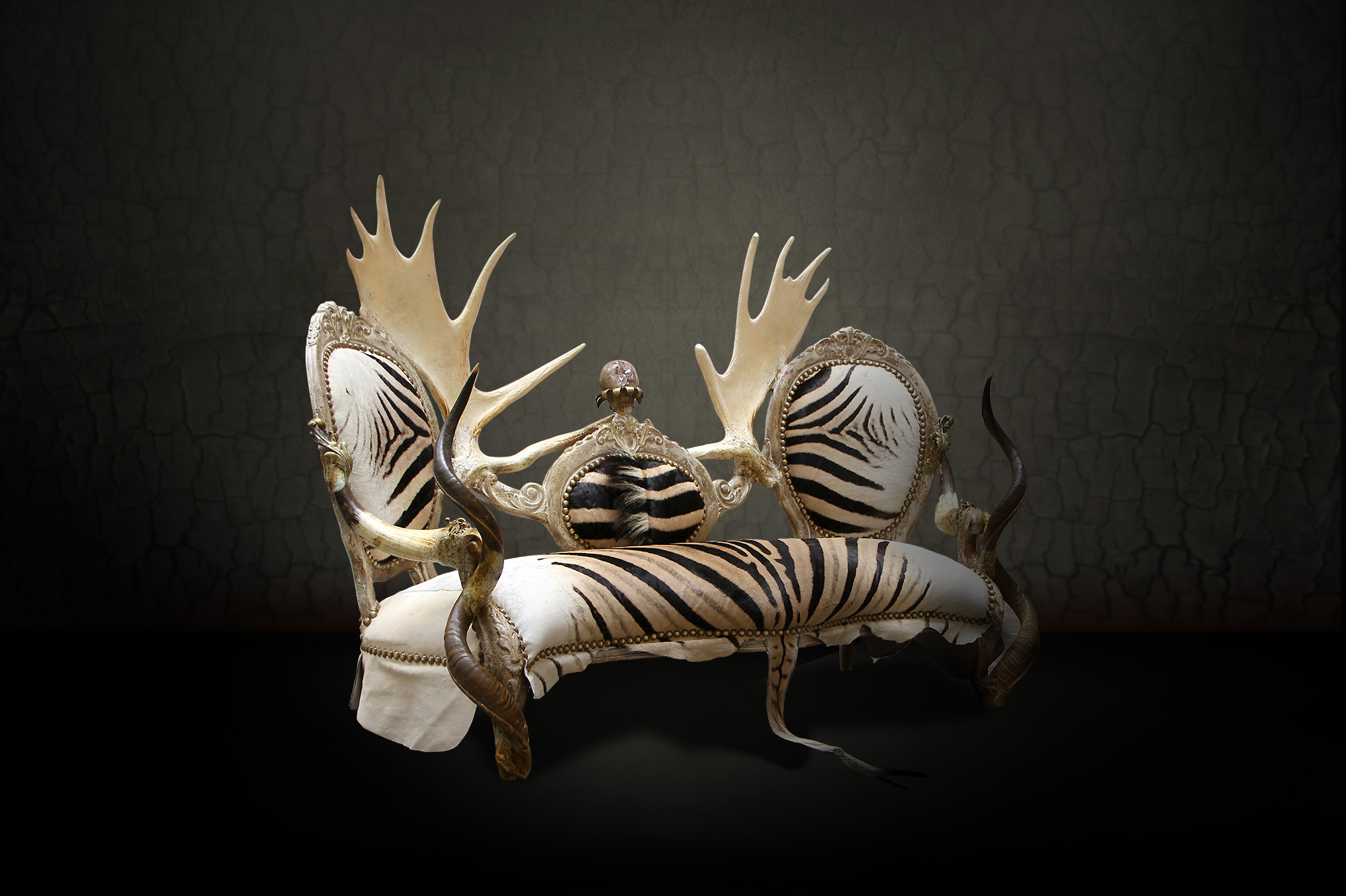
Canapé Mano, Zèbre de Burchell, cornes de Zébu et de Koudou, bois d'Élan, Améthyste, 160X110x70 cm

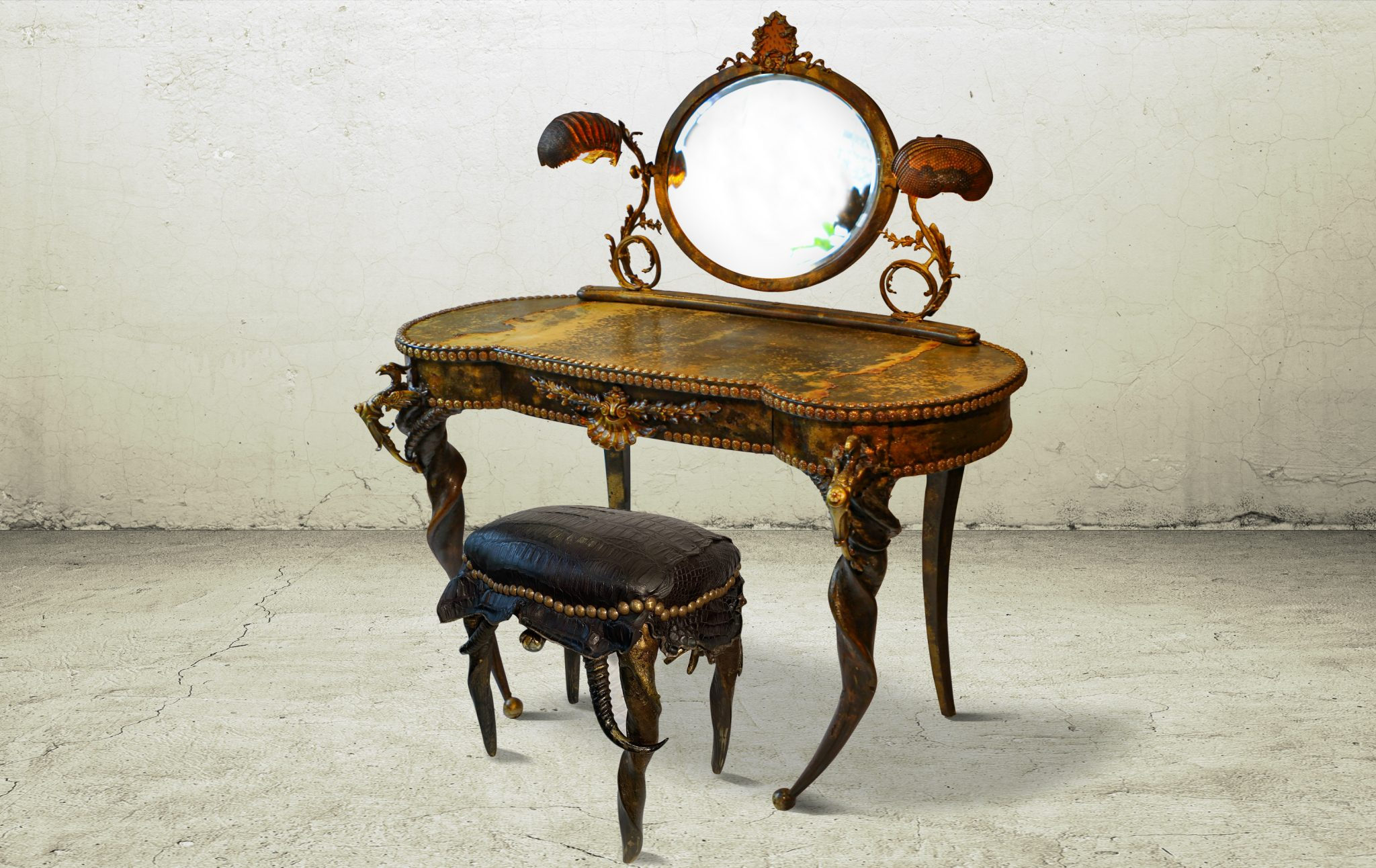
Coiffeuse Irma et son pouf

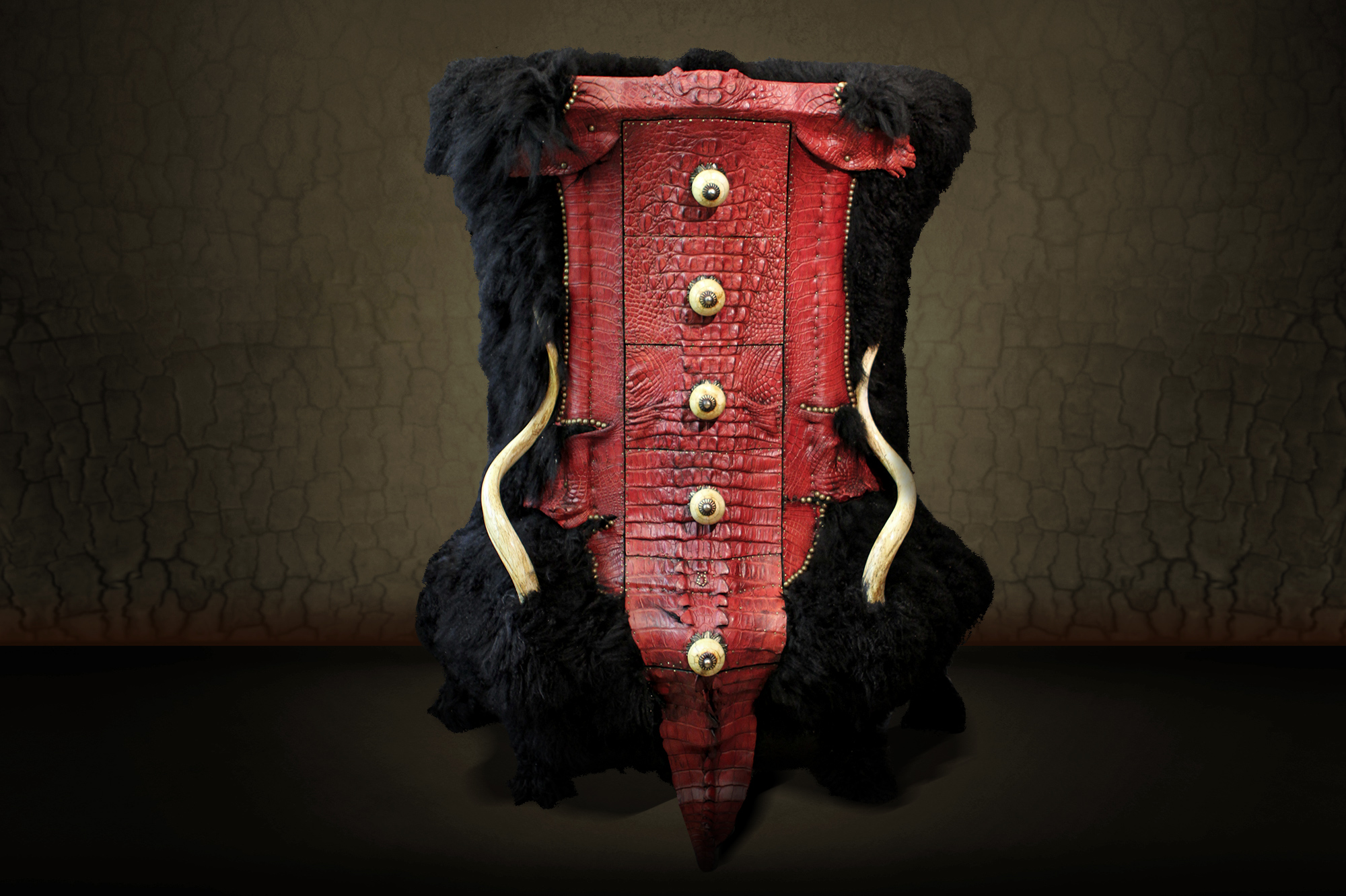
Commode Lucitan, bois, peau d'agneau de Mongolie, de Mouton et de Crocodile, intérieur de cornes de Koudou, boules d'os et bronze, 155X90X120 cm

## Filmographie
- 1990 : Sharky et Georges
- 1994 : Albert le cinquième mousquetaire
- 1994 : Les Contes du chat perchés
- 1995 : Robinson Sucroé
- 1995 : Spirou
- 1997 : Les Petites Sorcières